# Artur Alexanián
Artur Alexanián (en armenio: Արթուր Ալեքսանյան; Guiumri, 21 de octubre de 1991) es un deportista armenio que compite en lucha grecorromana.
Participó en cuatro Juegos Olímpicos de Verano, obteniendo cuatro medallas, bronce en Londres 2012, oro en Río de Janeiro 2016, plata en Tokio 2020 y plata en París 2024. En los Juegos Europeos de Minsk 2019 obtuvo una medalla de oro en la categoría de 97 kg.
Ganó siete medallas en el Campeonato Mundial de Lucha entre los años 2013 y 2023, y diez medallas en el Campeonato Europeo de Lucha entre los años 2011 y 2024.

## Palmarés internacional
| Juegos Olímpicos   | Juegos Olímpicos           | Juegos Olímpicos  | Juegos Olímpicos |
| Año                | Lugar                      | Medalla           | Categoría        |
| ------------------ | -------------------------- | ----------------- | ---------------- |
| 2012               | Londres (Reino Unido)      | Medalla de bronce | 96 kg            |
| 2016               | Río de Janeiro (Brasil)    | Medalla de oro    | 98 kg            |
| 2020               | Tokio (Japón)              | Medalla de plata  | 97 kg            |
| 2024               | París (Francia)            | Medalla de plata  | 97 kg            |
| Campeonato Mundial |                            |                   |                  |
| Año                | Lugar                      | Medalla           | Categoría        |
| 2013               | Budapest (Hungría)         | Medalla de plata  | 96 kg            |
| 2014               | Taskent (Uzbekistán)       | Medalla de oro    | 98 kg            |
| 2015               | Las Vegas (Estados Unidos) | Medalla de oro    | 98 kg            |
| 2017               | París (Francia)            | Medalla de oro    | 98 kg            |
| 2019               | Nursultán (Kazajistán)     | Medalla de plata  | 97 kg            |
| 2022               | Belgrado (Serbia)          | Medalla de oro    | 97 kg            |
| 2023               | Belgrado (Serbia)          | Medalla de plata  | 97 kg            |
| Juegos Europeos    |                            |                   |                  |
| Año                | Lugar                      | Medalla           | Categoría        |
| 2019               | Minsk (Bielorrusia)        | Medalla de oro    | 97 kg            |
| Campeonato Europeo |                            |                   |                  |
| Año                | Lugar                      | Medalla           | Categoría        |
| 2011               | Dortmund (Alemania)        | Medalla de plata  | 96 kg            |
| 2012               | Belgrado (Serbia)          | Medalla de oro    | 96 kg            |
| 2013               | Tiflis (Georgia)           | Medalla de oro    | 96 kg            |
| 2014               | Vantaa (Finlandia)         | Medalla de oro    | 98 kg            |
| 2016               | Riga (Letonia)             | Medalla de plata  | 98 kg            |
| 2017               | Novi Sad (Serbia)          | Medalla de bronce | 98 kg            |
| 2018               | Kaspisk (Rusia)            | Medalla de oro    | 97 kg            |
| 2020               | Roma (Italia)              | Medalla de oro    | 97 kg            |
| 2023               | Zagreb (Croacia)           | Medalla de oro    | 97 kg            |
| 2024               | Bucarest (Rumania)         | Medalla de oro    | 97 kg            |